# В бой идут одни «старики»
«В бой иду́т одни́ „старики́“» — советский чёрно-белый художественный фильм 1973 года режиссёра Леонида Быкова, повествующий о буднях лётчиков-истребителей в годы Великой Отечественной войны.
Вышедший на экраны в 1974 году фильм собрал 44,3 миллиона кинозрителей, став четвёртым в прокате и единственным в десятке самых кассовых фильмов того года, посвящённым тематике Великой Отечественной войны. Фильм, режиссура и актёрская работа были также отмечены наградами республиканских и международных кинофестивалей.
Множество фраз героев картины разошлись на цитаты, став частью советского и постсоветского фольклора. Героям фильма, капитану Титаренко и механику Макарычу, были установлены памятники в Киеве и Харькове соответственно.

## Сюжет
Действие фильма начинается в конце лета 1943 года во время битвы за Днепр.
Из боевого вылета возвращаются лётчики-истребители второй эскадрильи гвардейского истребительного авиационного полка. Нет только её командира — Героя Советского Союза гвардии капитана Титаренко по прозвищу «Маэстро». Когда уже все, кроме его механика Макарыча, перестали ждать, ведь топливо в баках кончилось более сорока минут назад, на лётное поле сел «Мессершмитт», пилотируемый Титаренко. Его действительно сбили за линией фронта, но атаковавшая в тот момент пехота выручила лётчика, а на аэродроме подскока ему подарили трофей.
На следующий день в полку распределяют по эскадрильям только что прибывшее пополнение. Несколько новичков, среди которых лейтенант Александров и младшие лейтенанты Щедронов и Сагдуллаев, просятся в знаменитую вторую эскадрилью. Титаренко спрашивает каждого об их музыкальных талантах: вторая эскадрилья известна как «Поющая» и после боевой работы превращается в самодеятельный оркестр, где Титаренко выступает дирижёром. Щедронов напевает песню «Смуглянка» и получает соответствующее прозвище.
Едва познакомившись с пополнением, «старики» со словами «На ваш век хватит!» вылетают на перехват большой группы немецких бомбардировщиков. Сразу в бой новичков не берут: в Оренбургском лётном училище их готовили по ускоренной программе, и им ещё надо доучиваться летать и учиться воевать.
На аэродром базирования возвращаются все, но Маэстро в гневе: уже не в первый раз его ведомый, старший лейтенант Скворцов, вышел из боя без приказа. После серьёзного разговора выясняется, что после того, как Скворцов в ходе Курской битвы над Понырями столкнулся в лобовой атаке с немецким истребителем и лишь чудом уцелел сам, ведомый «Маэстро» подсознательно боится боя. Скворцов просит списать его из авиации, но Титаренко сжигает его рапорт, давая другу шанс исправить ситуацию.
В перерывах между вылетами вторая эскадрилья репетирует музыкальные номера; даже питающий отвращение к музыке Александров берётся исполнять партию бубна, а вскоре начинает руководить репетициями вместо комэска.
Новички начинают летать. После того как Александров разбивает самолёт при посадке, командир отчитывает его, но Александров как ни в чём не бывало отправляется ловить кузнечиков. Титаренко отстраняет Александрова от полётов на неопределённое время («Назначить дежурным, вечным дежурным по аэродрому!»). За Александровым прочно закрепляется прозвище «Кузнечик».
Титаренко на трофейном «Мессершмитте» улетает на разведку. В его отсутствие на аэродроме вынужденную посадку совершает лёгкий ночной бомбардировщик — биплан У-2, пилотируемый лётчицами Зоей и Машей. Сагдуллаев с первого взгляда влюбляется в Машу и получает от товарищей прозвище «Ромео».
Вернувшийся из разведывательного вылета Маэстро подтверждает сведения партизан о большой группе немецких танков. Когда пополнение (кроме Кузнечика) было готово к первому бою, Титаренко отправляется на повторную разведку (немцы замаскировали свои танки под копны и сараи), но на обратном пути его сбивают. Солдаты-пехотинцы, принявшие Титаренко за немца, который любил стрелять по медсанбату, устраивают ему «горячую встречу», но вовремя понимают, что фашист не стал бы давать сдачи избивающим его советским солдатам. Вернувшись в полк на лошади, Титаренко узнаёт от Макарыча, что погиб Смуглянка. Со своим ведущим он отрабатывал слётанность в паре и над аэродромом был сбит немецкими «бубновыми» «Фоккерами».
Через некоторое время Ромео признаётся Маше в любви.
Титаренко вступает в ВКП(б) и получает партийное поручение: личным примером показать молодому пополнению, что «бубновых» (асов Геринга) тоже можно успешно сбивать. Маэстро вызывает немцев на показательный «рыцарский поединок». Ведомым он берет Скворцова и заодно проводит «педагогический» эксперимент: в самом начале боя сообщает, что отказало оружие. Выручая друга, Скворцов впервые за долгое время преодолевает свой страх и даже сбивает немецкий самолёт.
Вечером того же дня немцы совершают на аэродром налёт, во время которого отстранённый от полётов Кузнечик без разрешения взлетает, к тому же на самолёте Титаренко, и одерживает свою первую воздушную победу, спасая полк.
Эскадрилья даёт очередной концерт, на который приглашает лётчиц, чей полк расквартирован неподалёку. Сергей Скворцов исполняет песню «Ніч яка місячна», а в одном из следующих боевых вылетов погибает, совершая «огненный таран» — направляет свой горящий самолёт на вражеские железнодорожные эшелоны с криком: «Ребята! Будем жить!»
Проходит ещё некоторое время. Территория Советского Союза почти освобождена. В бой снова идут одни «старики», но среди них уже и Ромео — старший лейтенант и ведомый Маэстро, и Кузнечик — старший лейтенант и командир второй эскадрильи, а сам Титаренко, в звании майора, уже командует полком. За пятнадцать минут до построения полка перед боевым вылетом Ромео обращается к командиру с просьбой разрешить жениться, так как и его, и Машу в любой момент могут сбить. Титаренко, не без колебаний, даёт разрешение и полушутя отчитывает ведомого за отсутствие планшета (резолюцию на рапорт с просьбой приходится накладывать на футбольном мяче), как когда-то отчитывали и самого Титаренко. Новые «желторотики» остаются на земле дожидаться возвращения старших товарищей.
Из очередного боя тяжело раненым возвращается, но умирает, посадив самолёт, Ромео. Когда Маэстро, Макарыч и Кузнечик приходят на аэродром женского полка сообщить Маше эту весть, они узнаю́т, что полк улетел, а Маша вместе с напарницей Зоей тоже погибли. Макарыч и Титаренко садятся у могилы девушек и обещают вернуться сюда, когда окончится война, чтобы снова спеть «Смуглянку» от начала и до конца.
В финале фильма идут титры «Не вернувшимся из боевых вылетов посвящается» и звучит песня «За того парня» в исполнении Льва Лещенко.

## В ролях
- Леонид Быков — капитан (позже майор) Алексей Титаренко (он же «Маэстро»)
- Сергей Подгорный — младший лейтенант Виктор Щедронов (он же «Смуглянка»)
- Сергей Иванов — лейтенант (позже старший лейтенант) Александров (он же «Кузнечик»)
- Рустам Сагдуллаев —  младший (позже старший) лейтенант Сагдуллаев (он же «Ромео»)
- Евгения Симонова — лейтенант Маша Попова
- Ольга Матешко — капитан Зоя Молчанова
- Владимир Талашко — старший лейтенант Сергей Скворцов
- Виктор Мирошниченко — майор Иван Ермаков, командир полка
- Алексей Смирнов — механик Макарыч
- Алим Федоринский — Алябьев
- Вано Янтбелидзе — лейтенант (позднее капитан) Вано Кобахидзе
- Александр Немченко — Иван Фёдорович
- Вилорий Пащенко — Воробьёв
- Юрий Саранцев — Василий Васильевич, командир авиадивизии
- Валентин Макаров — начальник штаба полка
- Леонид Марченко — Петя Савчук, лётчик 1-й эскадрильи
- Борис Болдыревский — механик Сагдуллаева
- Иван Реутов — механик Сергея Скворцова
- Григорий Гладий — младший лейтенант из 1-й эскадрильи
- Валентин Грудинин — полковник
- Дмитрий Миргородский — комбат пехоты
- Владимир Волков — секретарь парторганизации полка
- Владимир Бродский — Колосов
- Анатолий Юрченко — Соломатин
- Александр Милютин — лётчик 1-й эскадрильи
- Алексей Крыченков — молодой лётчик
- Фёдор Ищенко — эпизод

## Съёмочная группа
- Авторы сценария — Леонид Быков, Евгений Оноприенко, Александр Сацкий
- Режиссёр — Леонид Быков
- Оператор-постановщик — Владимир Войтенко
- Художник-постановщик — Георгий Прокопец
- Главный консультант — Герой Советского Союза, заслуженный военный лётчик СССР, генерал-лейтенант авиации[К 1] Семён Харламов
- Директора картины — Илья Фидман, Николай Злочевский

## Создание фильма

### Сценарий
Леонид Быков в молодости мечтал стать лётчиком, но из-за приписанного возраста и маленького роста (на тот момент — 163 см) не был принят в криворожской лётное училище КРАУС. После того как в начале 1970-х годов Быков перебрался из Ленинграда в Киев, он решил свой первый фильм на новом месте снять именно про военных лётчиков. В соавторстве с двумя сценаристами — Евгением Оноприенко и Александром Сацким — им был написан сценарий, основанный на подлинных событиях времён Великой Отечественной войны, но с частым в искусстве применением метода «художественного синтеза», сведения в единое целое этих событий, в реальности происходивших порознь, в различных авиационных частях, летавших на различных типах самолётов.
Во время работы Быков проконсультировался с большим количеством ветеранов, в результате чего многие персонажи получили реальные прообразы. Например, прототипом командира эскадрильи гвардии капитана Титаренко стали сразу несколько человек: командир 270-го истребительного авиационного полка Герой Советского Союза майор Василий Меркушев, дважды Герой Советского Союза Виталий Попков, Герой Советского Союза Иван Лавейкин, а фамилия Титаренко и позывной «Маэстро» — были взяты Быковым, после того как он узнал о Дмитрии Титоренко — ведомом трижды Героя Советского Союза Ивана Кожедуба, эпизоды из биографии которого были включены в фильм. Так же появился в сценарии и Вано — в память о фронтовом друге и первом непосредственном командире (ведущем пары) Кожедуба на фронте, отважном грузинском лётчике младшем лейтенанте Вано Габуния, героически погибшем при таране немецкого истребителя Ме-109.
Считается, что прототипом «Смуглянки» стал Виктор Щевронок, друг детства Леонида Быкова, с которым они вместе поступали в лётное училище, и который погиб в апреле 1945 года при освобождении Чехословакии. Но Виктор Михайлович Щедранов (не «Щевронок» и не «Щедронов») погиб 17 апреля 1945 года. Погиб кавалеристом — гвардии казаком 42-го гвардейского казачьего кавалерийского полка 10-й гвардейской кавалерийской Кубанско-Слуцкой Краснознамённой орденов Суворова, Кутузова и Богдана Хмельницкого дивизии. В донесении о потерях адрес его матери в Краматорске указан в том же посёлке Октябрьский — дом № 125 (Быковы жили в доме № 130, кв. № 8). Прообразом Зои стала Герой Советского Союза Надежда Попова, заместитель командира эскадрильи 46-го гвардейского женского полка ночных бомбардировщиков. Сцена знакомства с девушками, когда лётчики с удивлением обнаруживают, что у гостей больше орденов и медалей, чем у них, действительно имела место, а кукла в военной форме, которую держит одна из девушек, была у штурмана женского полка ночных бомбардировщиков Галины Докутович. В отличие от своей героини, Надежда Попова прошла всю войну и позже вышла замуж за Героя Советского Союза Семёна Харламова, который выступил главным консультантом фильма.
Прообразом лейтенанта Александрова («Кузнечик») стал летавший на Як-1 гвардии лейтенант Борис Киселёв — отображенный в фильме эпизод описан в книге Дважды Героя Советского Союза Сергея Луганского «На глубоких виражах», где Б. Киселёв фигурирует под именем «Иван Мокрый». Воспоминания С. Луганского легли в основу большинства других эпизодов фильма. Использовались в сценарии и воспоминания дважды Героя Советского Союза Арсения Ворожейкина, дважды Героя Советского Союза Владимира Лавриненкова и заслуженного лётчика СССР Анатолия Иванова.
Быков писал сценарий, стараясь не слишком отходить от действительных событий. Так, «поющая» эскадрилья действительно существовала в летавшем на Ла-5 5-м гвардейском истребительном авиационном полку, которым командовал Попков. «Поющей» эскадрилья была названа, потому что в ней имелся собственный хор, а два самолёта были подарены фронту оркестром Леонида Утёсова. Кроме того, что за мужество и героизм в боях 11 из 14 лётчиков эскадрильи были удостоены звания Героя Советского Союза, большое внимание уделялось и культурной жизни. На освобождённых территориях хор давал пользовавшиеся огромной популярностью концерты, а в 1944 году, в Краматорске, на один из таких попал, будучи подростком, Леонид Быков. В тот день местные подростки отблагодарили лётчиков собственным концертом, и Быков был в составе хора.
Многие другие детали сценария также были взяты из жизни. Рисунок нотного стана на фюзеляже истребителя «Маэстро» был сделан по аналогии со штурмовиком Ил-2 Василия Емельяненко, служившем в 230 (130) авиационном полку. Имели место и трагическая история любви узбекского лётчика (настоящая фамилия — Марисаев) и русской девушки (в отличие от своей героини, она не была лётчицей, и погибла при бомбёжке столовой), привычка механика крестить перед вылетом самолёты, попадание Маэстро в плен к своим и фраза «Я бы, товарищ командир, ещё больше фрицев сбил, да вы своим нижним бельём всех фрицев распугали» (последние два эпизода также приведены в книге С. Луганского). Ветераны особого отдельного 434-го истребительного полка утверждали, что эпизод из фильма, когда Титаренко возвращается в полк после боя не на самолёте, а на лошади («махнул не глядя!») — взят из реальной жизни: под Сталинградом был сбит и вернулся ночью на коне лётчик из их полка Александр Александров. Точно так же ветераны 1-й гвардейской авиадивизии поведали, что когда в фильме показывают, как Титаренко обнаруживает замаскированные под копнами сена немецкие танки, то имеется в виду их боевой товарищ и командир — Герой Советского Союза гвардии майор Степан Прутков. Название фильму дала традиция лётчиков не пускать сразу в воздушный бой вновь прибывшее пополнение, давая им возможность «налетать» опыт. Например, сам Виталий Попков, прибыв на фронт в 1941 году, начал совершать боевые вылеты только в 1942.

В 41-м году пришёл в полк к командиру дивизии генерал-полковнику Михаилу Михайловичу Громову, впоследствии ставшему командующим 3-й воздушной армией. Сидело нас около сотни, и Громов спрашивает: «Ну, у кого есть боевые вылеты?» Все молчат. А для справки сообщу, что у Хартмана, лучшего лётчика фашистской Германии, перед началом войны было 600 часов боевых налётов. У меня был один боевой вылет — будучи инструктором Батайской школы, я летал на прикрытие моста в Ростове-на-Дону — 1 час 34 минуты, но я храбро поднял руку. «Понятно, — сказал комдив, — в бой идут одни „старики“». Вот и Кузнечик в конце фильма, невзирая на протесты новичков, говорит перед полётом эту самую фразу. Киношники р-раз её — и в название фильма.— дважды Герой Советского Союза Виталий Попков
Законченный сценарий был отвергнут чиновниками Госкино, так как был признан «негероическим». Тогда Быков стал зачитывать отдельные куски сценария во время гастролей в разных городах Советского Союза. Это неизменно вызывало у зрителей восторг, что убедило Быкова в своей правоте. Постепенно за сценарий стали вступаться участники Великой Отечественной. В частности, 14 ноября 1972 года на киностудию Довженко прислал письмо начальник штаба войсковой части № 55127 полковник Лезжов, который охарактеризовал сценарий как «честный рассказ о войне и о людях, которые добыли в ней победу».

### Леонид Быков о фильме
Почему героями мы выбрали именно лётчиков? Трудно сказать. Может быть, потому что сам я учился в авиационном училище, мечтал о полётах и до сих пор восхищаюсь представителями этой героической профессии. Разговаривая с лётчиками, участниками боёв, мы поняли одну очень важную для нас вещь. В жестоком горниле войны, в беспощадном её пламени старшие опытные товарищи стремились, где это было возможно, сберечь молодых и неопытных соколят. В этом была высшая мудрость — забота о будущем, извечное право и долг сильных охранять, растить и воспитывать — себе смену. Так родилась тема «В бой идут одни „старики“». И другая — не менее дорогая нам. Известная мудрость гласит: «Когда говорят пушки, музы молчат». Мы же хотели доказать, что в годы испытаний побеждают те, кто остаётся людьми в самых жестоких условиях, кто берёт с собой в бой всё светлое, человечное, за что и ведёт битву с врагом. А что может быть прекраснее музыки? Недаром герои «второй, поющей эскадрильи» любят повторять: «Войны преходящи, музыка вечна!» Злобе, человеконенавистничеству фашизма наши герои противопоставили высокий гуманизм, творческое созидательное начало, заложенное в человеке. Нам хотелось создать этот фильм в память о тех, кто не вернулся с войны, и в благодарность живым, выстоявшим эту жестокую битву. Поэтому с особой трепетностью и волнением показываем мы свою картину ветеранам войны. И лучшая награда для нас, когда они говорят: «Да, это было так».

### Подбор актёров
Сначала меня назначили на другую роль, а на Смуглянку утвердили Толю Матешко. И вдруг Быков подходит и говорит (он медленно говорил): «Читай сценарий, переодевайся, сбрасывай с погон одну звёздочку, заштукатурься и через 15 минут — на площадку. Играешь Смуглянку». У меня подкосились ноги, и я… залёг в пшеницу (фильм снимался под Черниговом). Там через час и нашёл меня Талашко…
20 февраля 1973 года фильм был запущен в подготовительный период. Работа была сопряжена с большим количеством трудностей. Например, Быкову с трудом удалось утвердить кандидатуру Алексея Смирнова на роль механика Макарыча. Ленинградский актёр был известен зрителю исключительно как артист комедийного плана, поэтому чиновники отказались утверждать его на роль. В ответ Быков заявил, что откажется снимать фильм, если в нём не будет Смирнова, и рассказал о боевой биографии актёра, участника Великой Отечественной, кавалера трёх орденов. Другая проблема возникла с Анатолием Матешко, исполнителем одной из ключевых ролей фильма — Смуглянки. За месяц до начала съёмок студия заняла Матешко в другом фильме. Леонид Быков в срочном порядке отобрал Сергея Подгорного из группы студентов-первокурсников Киевского театрального института. Образ оказался настолько точным, что после выхода фильма Подгорного разыскала мать настоящего Виктора Щевронка и поблагодарила словами: «Спасибо, Витя».
По изначальному замыслу Быкова роль Скворцова должен был исполнять Леонид Филатов. Владимир Талашко, в итоге исполнивший роль ведомого Титаренко, позже сказал, что если это и было так, то Быков о таких подробностях умолчал, чтобы не ранить коллегу. По словам Талашко, хотя иногда в кино срабатывали знакомства, связи и учитывалась степень популярности артиста, у Быкова был один критерий: подходит или нет. Даже Смирнов, которого он так отстаивал, проходил пробы наравне со всеми. Роль Скворцова Талашко называет самой значимой в своей жизни.
На роль «Кузнечика» Быков планировал пригласить Владимира Конкина. Быков сообщил Конкину, что у того есть комедийный талант, и дал прочесть сценарий. Конкин согласился на роль Кузнечика, но в тот период он был занят в фильме «Как закалялась сталь» Николая Мащенко, и режиссёр не отпустил его на съёмки к Быкову. В этом плане больше повезло Рустаму Сагдуллаеву, который одновременно снимался в фильме «Мой добрый человек», для чего актёру приходилось постоянно летать в Ташкент, где проходили съёмки. Кстати, по этой же причине Ромео проводит большую часть фильма в шлемофоне или пилотке, чтобы его длинные волосы, нужные для другой роли, не нарушали достоверности образа лётчика времён Великой Отечественной войны.
Фильм стал кинодебютом Евгении Симоновой и одной из самых известных её ролей: трогательный образ молодой лётчицы Маши запомнился многим зрителям. На тот момент Симонова была совсем юной (18 лет) студенткой второго курса Щукинского училища, и на площадке коллеги относились к ней с большой нежностью. Сама актриса впоследствии называла работу с Леонидом Быковым «потрясающим подарком судьбы», а его самого — своим «крёстным отцом в кино».

### Съёмки
Большой и неожиданной проблемой для Быкова стало полное отсутствие в СССР самолётов времен Второй мировой войны. Не сохранилось ни одного истребителя Ла-5ФН, на котором воевали лётчики 5-го гвардейского истребительного авиаполка. Аналогичная ситуация была и с немецкими истребителями. Пригодный к полётам По-2 (так с 1944 года назывался У-2) обнаружить удалось лишь в Польше.
Большую помощь в работе над фильмом оказал маршал авиации, трижды Герой Советского Союза Александр Покрышкин, который в своё время 10 лет отслужил в Киеве и не раз бывал на киностудии имени Довженко. Быков уже просил Покрышкина выделить для съёмок настоящие самолёты времен войны, но маршал поначалу отнёсся к этой просьбе настороженно, так как в те годы выходило много «проходных» фильмов о войне. Ознакомившись со сценарием буквально за одну ночь, Покрышкин распорядился выдать съёмочной группе сразу пять самолётов: четыре спортивно-пилотажных самолёта Як-18П и чехословацкий спортивно-пилотажный Zlin Z-326 «Акробат», внешне очень отдалённо похожий на немецкий Me-109 (хотя роль догорающего немецкого истребителя, сбитого Кузнечиком, «сыграл» планер КАИ-12 «Приморец»). Машины доставили на киевский аэродром «Чайка», где их перекрасили и придали им вид истребителей Ла-5 (впрочем, из диалогов в фильме вытекает, что лётчики полка дерутся на истребителях «Як»). Для этого у Як-18П пришлось снять переднюю стойку шасси и приделать хвостовое колесо. Для создания задней центровки фюзеляж загрузили балластом — мешками с песком. По-2 съёмочной группе выделил начальник Военно-воздушной академии им. Ю. А. Гагарина, маршал авиации Сергей Руденко. При академии был создан музей-выставка авиационной техники ВВС (ныне — Центральный музей Воздушно-Космических Сил Российской Федерации) и Руденко — в нарушение всех инструкций, на свой страх и риск — одолжил биплан для съёмок.
Съёмки фильма начались 22 мая 1973 года в павильоне студии Довженко в декорациях «блиндаж КП» и «блиндаж комбата», после чего переместились на натуру. В конце мая начались съёмки сцен воздушных боёв. По воспоминаниям оператора Виталя Кондратьева, для удобства воздушных съёмок он придумал особое устройство, которое крепилось между первой и второй кабинами и позволяло брать кадр крупным планом прямо во время полёта (данные воспоминания, однако, вызывают, мягко говоря, очень большие сомнения, поскольку на Як-18П второй кабины просто нет — это одноместный самолёт. Вероятно имелась ввиду другая модификация: Як-18 или Як-18А, там такая возможность есть). Но утверждается, что изобретение Кондратьева очень понравилось Быкову, который, якобы, тут же начал его использовать в деле:

Пилот выписывал в небе «бочки» и «мёртвые петли», а Леонид Фёдорович включал камеру, давил на гашетку и кричал в объектив: «Серега, прикрой! Атакую!» После нескольких дублей самолёт садился, я менял кассету с плёнкой, и машина снова поднималась в небо. В конце съёмочного дня Быков буквально вывалился из самолёта и плюхнулся на зелёную траву аэродрома. «Ну, как дела?» — спросил я, подбежав к нему, и услышал в ответ: «Проявим плёнку — увидим!»— Виталь Кондратьев, оператор фильма
В начале июня начали снимать эпизоды «на аэродроме», натурой для который был выбран придеснянский луг между селами Шестовица и Слабин Черниговского района Черниговской области. Лётчики ДОСААФ занимались пилотированием самолётов с аэродрома Количевка, но поскольку Быков не любил, когда его дублировали, все трюки он старался делать сам. За время съёмок Быков неплохо освоил управление самолётами; в воздух он их не поднимал, но зато самостоятельно запускал двигатель и рулил по аэродрому. Как-то он не смог рассчитать курс, и правое колесо попало в яму от пиротехнического взрыва. Самолёт (с нарисованными нотами и скрипичным ключом на борту) клюнул носом, сломались лопасти пропеллера, а заднее колесо отломилось вместе со стойкой. Поскольку везти самолёт для ремонта в Киев значило потерять большое количество времени, восстановление проводилось на месте. Запасные лопасти, который привёз предусмотрительный механик, установили прямо на съёмочной площадке, а для того, чтобы приварить стойку заднего шасси, Виталь Кондратьев поехал в Чернигов, к друзьям-техникам. В течение суток самолёт был восстановлен.
В начале сентября отсняли финальную сцену, в которой Маэстро, Макарыч и Кузнечик находят могилу Маши и Зои. Эмоциональная тяжесть сцены оказалась чрезмерной для Алексея Смирнова. Во время репетиции актёр схватился за сердце, и его увезла машина скорой помощи. Через несколько дней Смирнов вернулся и сказал, что «второй раз так не смогу, просто умру», после чего Леонид Быков оставил в картине тот дубль.
Ещё через несколько дней съёмочная группа перебазировалась на киностудию имени Довженко, где предстояло отснять сцены в павильонах. Так, 20—24 сентября снимался эпизод в декорации «столовая», когда победоносному «Кузнечику» товарищи устраивают торжественный приём по поводу сбитого «Мессершмитта». В эти же дни был отснят и другой «столовый» эпизод: поминки по Смуглянке. В последующие несколько дней были отсняты эпизоды в декорациях: «хата девчат», «палатка», «хата 2-й эскадрильи».
Параллельно снимались воздушные бои, хотя поначалу молодые актёры разочаровали консультанта фильма Харламова, так как «с перекошенными лицами» после первых полётов явно не походили на лётчиков Великой Отечественной.
Актёр Вано Янтбелидзе вспоминает об очень тёплой и дружеской обстановке на съёмочной площадке и об отеческом отношении Леонида Быкова к молодым актёрам:

Вот представьте, мне только 18 лет исполнилось, я только поступил на первый курс театрального института, и вдруг приглашение сниматься. Я переживал, что не умею самолёт водить! Ничего же не знал о профессии! Думал: раз лётчика буду играть, то надо сразу летать уметь… И вот я в Киеве. Машиной меня встречают! В гостинице селят! Всё вокруг меня крутится! На грим ведут, костюм подбирают. Такое сладкое ощущение: все тебе рады, впереди жизнь замечательная! И мы сдружились. Скучали, если уезжали, подарки друг другу возили. Я чачу привозил, Рустам — дыню. Помню, Рустама Сагдуллаева в Борисполе встречаем, а он прямо с трапа штук тридцать дынь вниз бросает! Эпизод снимали, когда сбили героя Быкова. Мы бежали, обнимали, целовали его и плакали от счастья, что он рядом. Понимаете? Не по герою плакали, как по сценарию было написано, а по человеку. Сколько он нам тогда о жизни говорил, об искусстве! Как с детьми своими говорил…
Помимо режиссуры и участия в фильме, Быкову приходилось бороться с нерадивыми директорами картины. По воспоминаниям Рустама Сагдуллаева, за время съёмок у ленты сменилось три директора, и каждый из них пытался мешать рабочему процессу. Например, забывали реквизит, тайком от Быкова отзывали со съёмок массовку или просто не выполняли своих обязанностей. Сам факт завершения съёмок Сагдуллаев впоследствии назвал «настоящим чудом».
Но, несмотря на эти сложности, на съёмочной площадке царила атмосфера дружелюбия и взаимопонимания. Быков подмечал интересные детали в характерах, поведении молодых актёров и вносил их в сценарий. Режиссёр просил молодых актёров не учить роли наизусть, а говорить своими словами. По мнению Быкова, прообразы героев фильма «улетали, и многие не возвращались. Но они об этом не знали. Они так же жили, так же любили, так же смеялись, так же прыгали» как и те, кто их сыграл в кино.

## Выход в прокат
Съёмки фильма закончились в середине октября, после чего начался монтаж, длившийся до 6 декабря. В конце месяца состоялась премьера ленты в Госкино. На неё были приглашены не только высокие чины украинского кинематографа, но и лётчики-фронтовики, среди которых был и Александр Покрышкин. Лента его буквально потрясла. Когда в зале зажгли свет, Покрышкин, с трудом справляясь с чувствами, произнёс: «Всё так, как было…». Но несмотря на восторженную реакцию и его и других ветеранов (премьеру фильма посетили лётчики 8-й отдельной армии ПВО, которой командовал дважды Герой Советского Союза, генерал-полковник авиации Владимир Лавриненков), представителям Министерства культуры Украины фильм не понравился и был отправлен «на полку». Тогда за ленту вступились зрители и ветераны, в числе которых был и член ЦК КПСС, главнокомандующий ВВС, Главный маршал авиации Герой Советского Союза Павел Кутахов. Заступаться за картину лично ходил на приём к министру культуры Украины и дважды Герой Советского Союза генерал-лейтенант авиации Виталий Попков. Окончательное решение выпустить фильм в широкий прокат было принято благодаря успеху «Стариков» на VII Всесоюзном кинофестивале в Баку, где картина Быкова получила две первые премии — за лучший фильм и исполнение мужской роли и специальный приз от министерства обороны СССР (по другой версии, главный приз фестиваля взяла «Калина красная»). Также фильм был хорошо принят на фестивале в Колумбии.
Во многом именно благодаря хорошим отзывам бывших фронтовиков, успевших посмотреть фильм до его выхода на широкий экран, Госкино СССР приняло решение поощрить премией создателей картины. Также сказалось и то, что лента была снята с большой экономией средств: из отпущенных на её постановку 381 тысячи рублей было потрачено 325 тысяч. В числе поощрённых было 39 человек. При награждении особо выделили режиссёра-постановщика Леонида Быкова: ему выплатили 200 рублей премии и присвоили звание «режиссёра-постановщика 1-й категории», тогда как актёрам Алексею Смирнову, Владимиру Талашко и Сергею Иванову выплатили по 50 рублей. Руководство киностудии имени Довженко сочло сумму вознаграждения главным создателям фильма недостаточной, но ходатайство перед Госкино СССР об увеличении гонорара авторам сценария с 6 тысяч рублей до максимального — 8 тысяч — осталось неудовлетворённым. Чиновники Госкино посчитали, что «работа коллектива поощрена достаточно убедительно и увеличение гонорара не представляется целесообразным».
На широкий экран фильм вышел 12 августа 1974 года. Уже к концу года лента собрала на своих сеансах 44 миллиона 300 тысяч зрителей, заняв четвёртое место в прокате. Такой успех стал большой неожиданностью как для создателей фильма, так и для Госкино, так как к тому времени фильмы о Великой Отечественной войне такой кассы практически не собирали. Несмотря на это, дополнительные поощрения от Госкино создатели фильма не получили.
По воспоминаниям Владимира Талашко, Быкову предлагали снимать вторую часть картины: «Но он говорил: как я буду снимать, если у меня нет „Кузнечика“, нет „Джульетты“, нет капитана Зои? Даже уже была придумана легенда, что мой герой Скворцов не разбился, а попал в концлагерь и бежал. Но потом честность и порядочность Леонида Фёдоровича не позволили ему снимать продолжение — он понимал, что этой темой спекулировать нельзя.».

## Музыка
«Визитной карточкой» фильма является песня «Смуглянка». Леонид Быков рассказывал Владимиру Талашко, что эту песню он хотел включить в фильм с самого детства. Будучи подростком, Быков с друзьями катался на подножках проходящих теплушек. В одном из таких вагонов он увидел лётчика, пехотинца и артиллериста, которые ехали с фронта через Донбасс и пели «Смуглянку». «И в тот момент я решил, что, если буду снимать кино о лётчиках, она там обязательно будет звучать», — говорил Быков. В начале фильма «Смуглянка» звучит в исполнении певца Мурада Садыкова.
Также в фильме звучат песни «Вечерний звон», «Ніч яка місячна» (в исполнении Николая Кондратюка), «Ой у лузі червона калина», «Эх, дороги…», «За того парня» (в исполнении Льва Лещенко), «В землянке» и мелодия танго «Утомлённое солнце». Некоторые песни, исполняемые персонажами в кадре, поют сами актёры. Песня «За того парня» (слова Роберта Рожденственского, музыка Марка Фрадкина) была специально написана и уже до этого звучала в художественном фильме «Минута молчания» (Киностудия имени Горького, 1971). Тем не менее, в фильме «В бой идут одни „старики“» она исполняется вновь.

## Колоризация фильма
Изначально Леонид Быков хотел снять фильм в цвете, но ему не дали дефицитную тогда цветную плёнку. Однако, просмотрев окончательный вариант, Быков решил, что в чёрно-белом варианте фильм получился более реалистичным.
К 2009 году фильм был колоризирован и отреставрирован, военная хроника в фильме была очищена от царапин и ей также придан цвет. Режиссёр колоризации — Игорь Лопатёнок. При колоризации ничего не убиралось и не добавлялось. «Картина до фрейма соответствует исходному материалу, — подчеркнул И. Лопатенок. — Я несу за это юридическую ответственность».
Работы были организованы компанией Grading Dimension Pictures (США). Бюджет проекта — около 500 тыс. долларов (то есть около 5,5 тыс. долларов за минуту фильма). Колоризация проводилась на американской студии Legend Films и в Индии. При колоризации постарались воспроизвести цвета советской плёнки 1973 года. Специфическую сложность картины представляло обилие оттенков зелёного цвета (до 27 в одном кадре). Кроме того, пришлось переделать 60 % уже готовой работы, когда выяснилось, что просветы на погонах полевой формы лётчиков на съемках были не голубые (как полагалось в Советской армии после войны), а красные.
Премьера цветной версии фильма состоялась на Первом канале (Россия) и телеканале «Украина» (Украина) 9 мая 2009 года в честь Дня Победы. Также был проведён показ фильма для ветеранов в кинотеатре киностудии им. А. Довженко.
По мнению дочери Леонида Быкова Марьяны и председателя Государственной службы кинематографии Министерства культуры и туризма Украины Анны Чмиль, колоризация нарушила авторские права киностудии им. Довженко, демонстрация фильма была незаконной. В мае 2011 года Голосеевский районный суд Киева вынес вердикт, согласно которому колоризация фильма была произведена незаконно, и запретил её прокат. По словам адвоката Ивана Картавого, цель Марьяны Быковой в суде — выполнить волю автора фильма. А моральный ущерб был оценён в принципиальную одну гривну. Отрицательно отнесся к колоризации и актер Владимир Талашко (сыграл Скворцова), утверждавший, что Быков снял фильм черно-белым из-за черно-белой документальной военной хроники, которая была бы несовместима с цветным фильмом (в ходе колоризации фильма хроника тоже была раскрашена).

## Награды
- Серебряная медаль им. А. Довженко «За произведения на героико-патриотическую тему» (1974)
- Первая премия по художественным фильмам на VII ВКФ 1974 г. в Баку;
- Первая премия за лучшую мужскую роль Леониду Быкову на VII ВКФ 1974 г. в Баку;
- Специальный приз жюри МКФ в Карловых Варах-74. «Хрустальная ваза» — специальный приз и Премия Центрального Комитета Союза чехословацко-советской дружбы на XIX МКФ в Карловых Варах (ЧССР, 1974)
- Главная премия МКФ «Фильмы за свободу» в Сопотце-74 (Югославия).[источник не указан 2958 дней]
- Статуэтка «Свобода» — Главная премия III МКФ фильмов о свободе и революции в Сопоте (Польша, 1974)
- Государственная премия Украинской ССР имени Тараса Шевченко (1977, удостоен Леонид Быков за фильмы «В бой идут одни „старики“» и «Аты-баты, шли солдаты…»)[44]

## Народное признание
- В Киеве, недалеко от аллеи Славы, находится памятник Леониду Быкову, который изображён в образе Маэстро, присевшего на крыло своего самолёта[45].
- В 2011 году, через 37 лет после выхода фильма, в Харькове был установлен памятник механику Макарычу[46].
- В 2015 году Ульяновский автомобильный завод выпустил ограниченную серию внедорожника UAZ Hunter, посвящённую 70-летию Победы в Великой Отечественной войне и завершению производства данной модели. На борту этих автомобилей была выполнена аэрография, аналогичная рисунку на фюзеляже самолёта Титаренко[47]. Один из этих автомобилей был приобретен шведским рок-музыкантом Кристофером Йонссоном.[48]
- В 2016 году в Ульяновске, при поддержке Российского военно-исторического общества, в рамках празднования 70-летия Победы в Великой Отечественной войне в Год российского кино, на доме № 70 по проспекту Созидателей (Новый город), был создан мурал. На дом поместили изображение Леонида Быкова в роли Маэстро из фильма «В бой идут одни старики»[49].
- 6 мая 2018 года на аэродроме Левцово в Ярославской области открыт памятник Алексею Смирнову в образе механика Макарыча[50].
- В 2020 году на киностудии «Ленфильм» установлена мемориальная доска с изображением Алексея Смирнова в образе механика Макарыча и фразой «Будем жить»[51][52].
- Надгробный комплекс на могиле Виталия Попкова на Новодевичьем кладбище содержит фразу из фильма «Будем жить»[53].

## Дополнительные факты
- Начиная с 2000-х годов, артисты фильма давали концертные выступления, приуроченные ко Дню Победы, в городах и странах бывшего СССР: Москва, Анапа, Ташкент, Киев, Мелитополь, Кривой Рог и др.[54]

## Комментарии
1. ↑  На момент съёмок фильма; впоследствии — с 1975 г. — генерал-полковник авиации.
2. ↑  В передаче «Чтобы помнили», посвящённой Леониду Быкову, указывается, что съёмки уже велись полным ходом, и когда Матешко отозвали, многое пришлось переснимать заново.

## Рецензии
- Смирнов А. Одни «старики» // Советская культура. — 1974. — 16 апреля (№ 31 (4727)). — С. 5.
- Иванова Т. — Строгость правды (О худож. фильме «В бой идут одни „старики“») // Искусство кино, 1974, № 6. — с. 31-36
- Савицкий Н. — Воспоминания о мужестве (Худож. фильмы "Хлеб пахнет порохом " и «В бой идут одни „старики“») // Правда, 23 июля 1974
- Рунин Б. Эхо прошедшей войны // Советский экран. — 1974. — Сентябрь (№ 18). — С. 2—3.